# St. Bartholomäus (Mittelnkirchen)

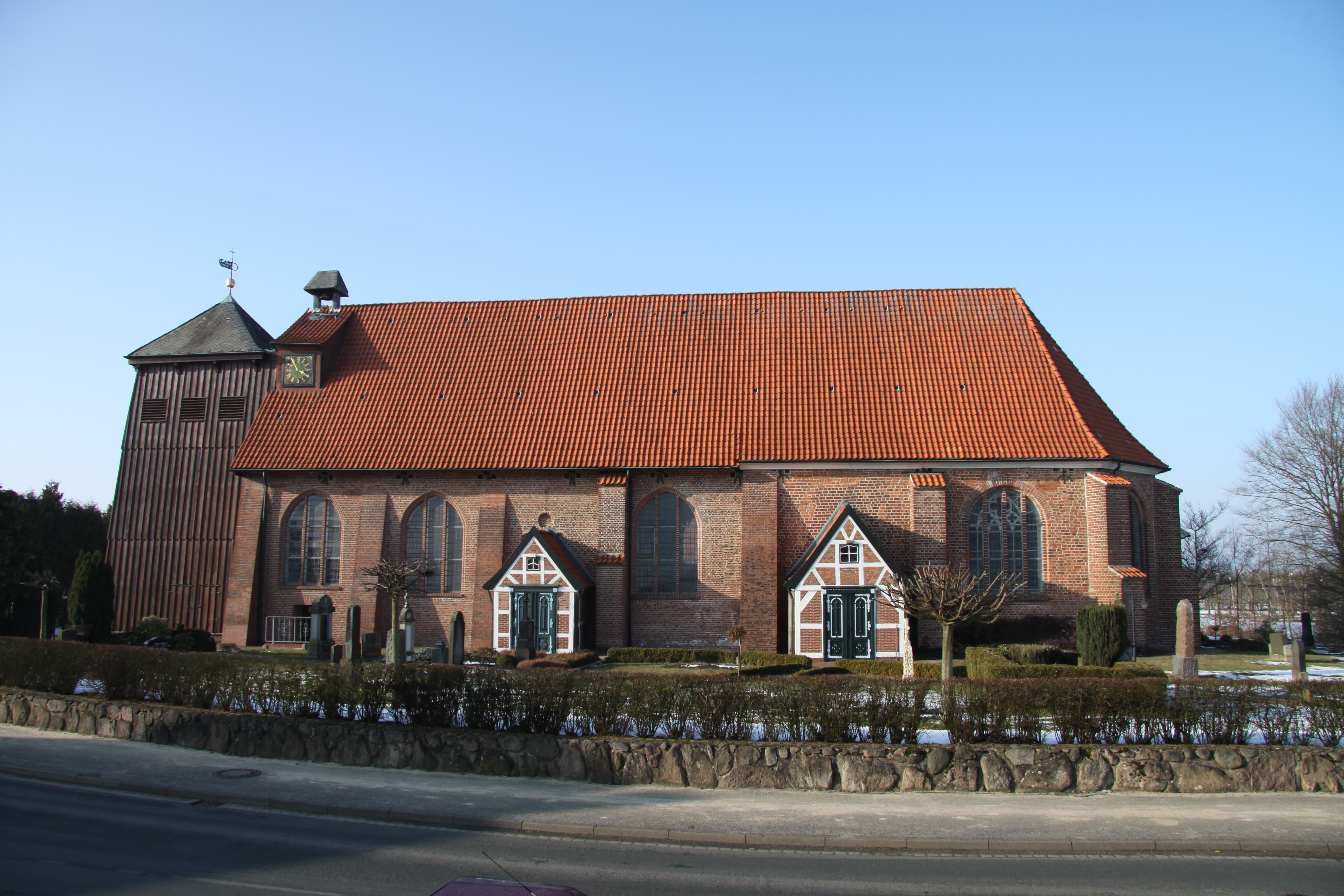
St. Bartholomäus

Die evangelisch-lutherische denkmalgeschützte Kirche St. Bartholomäus steht in Mittelnkirchen, einer Gemeinde im Landkreis Stade in Niedersachsen. Die Kirchengemeinde von St. Bartholomäus gehört zur Kirchengemeinde Lühekirchen im Kirchenkreis Stade des Sprengels Stade der Evangelisch-lutherischen Landeskirche Hannover.

## Beschreibung

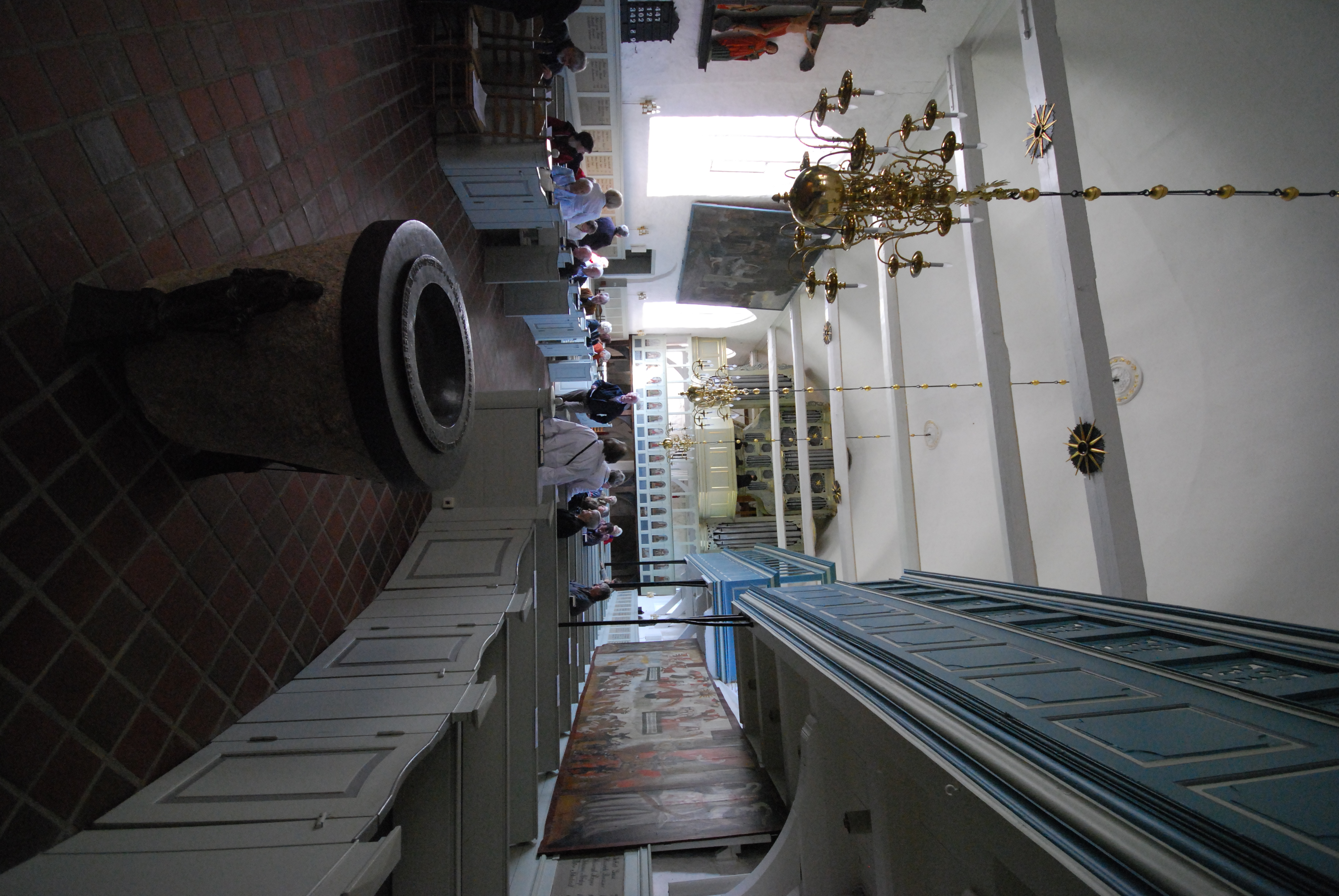
Orgel

Die Kirche wird 1322 zum ersten Mal erwähnt. Sie wurde damals aus Feldsteinen und Holz erbaut. Das Langhaus der Saalkirche hat fünf Joche und einen Chor im Osten mit einem dreiseitigen Abschluss. In der Spätgotik wurde sie mit Backsteinen ummantelt und der Chor wurde erhöht. 1749 wurde das alte Gewölbe abgebrochen und durch ein segmentbogiges verputztes Tonnengewölbe ersetzt. Die höheren Chorwände werden abgetragen, um die Dachtraufe zu vereinheitlichen. Die Wände wurden durch Strebepfeiler gestützt. Die Fenster im Langhaus sind spitzbogig, im Chor sind die Bogenfenster mit Maßwerk versehen.
Der quadratische Glockenturm ist mit Holz verschalt. Er wurde 1721 errichtet und durch einen Orkan 1837 zerstört. Danach wurde er nicht mehr in der ursprünglichen Höhe wieder aufgebaut. Im Turm befinden sich drei Kirchenglocken von 1706 und 1937. Die Turmuhr ist in einer Dachgaube des Satteldachs vom Langhaus untergebracht.
Im Osten und im Westen sind Emporen, an den Längswänden Priechen. Alle Priechen sind aus Holz und ihr Zugang ist von außen, teils in Anbauten aus Fachwerk mit Treppen.
Die Emporen werden von schlanken eisernen Stützen getragen, die mit Kopfbändern versteift sind.
Auf der Brüstung der Westempore befinden sich zwischen Pilastern die 1651 gemalten Bilder der 18 Propheten, in der Mitte der segnende Heiland. Beim Bau des mehrgeschossigen Kanzelaltars vor der Ostempore wurden 1800/02 ein Relief des Abendmahls und zweier Engelsfiguren von 1615 wieder verwendet. Er ragt bis zum Auge Gottes hoch auf. Die Statuen neben der Kanzel stellen Moses und den Evangelisten Johannes dar. Auf dem Schalldeckel ist als Bekrönung Christus zu sehen. Das Altarretabel stammt aus dem alten Altar von 1615 und zeigt das Abendmahl Jesu. Das Kruzifix an der Südwand aus Eichenholz ist um 1480 entstanden. Die Füße des Gekreuzigten, der mit einer weltlichen Krone statt einer Dornenkrone geziert ist, stehen nebeneinander auf dem Suppedaneum.

## Orgel
Die Orgel wurde 1688 von Arp Schnitger unter Verwendung eines Vorgängerinstruments aus dem 16. Jahrhundert erbaut und hat heute nach mehreren Umbauten 30 Register auf zwei Manualen und Pedal.